# Celso Ortiz
Celso Fabián Ortiz Gamarra (* 26. Januar 1989 in Asunción) ist ein paraguayischer Fußballspieler. Der Mittelfeldspieler spielt seit der Saison 2016/17 beim Liga-MX-Verein CF Monterrey und seit September 2010 für die paraguayische Nationalmannschaft.

## Karriere
Ortiz begann seine Karriere beim paraguayischen Hauptstadtverein Club Cerro Porteño. Am 26. August 2009 wechselte er zum niederländischen Ehrendivisionär AZ Alkmaar, wo er einen Fünfjahresvertrag unterzeichnete. Er stieß jedoch erst im Januar 2010 zur Mannschaft. Am 9. Februar 2010 gab Ortiz sein Ligadebüt, als er beim 2:1-Auswärtssieg über Feyenoord Rotterdam in der Schlussphase für Maarten Martens ins Spiel gebracht wurde. Erst in der folgenden Saison 2010/11 erzielte er sein erstes Ligator, als er am 20. November 2010 im Spiel gegen Twente Enschede den Siegtreffer zum 2:1-Sieg schoss. Nachdem er in seinen ersten 3½ Jahren bei Alkmaar nur unregelmäßig zum Einsatz gekommen war, stieg er in der Saison 2013/14 zum Stammspieler auf. Diesen Status verlor er in den darauffolgenden Jahren aufgrund von Verletzungen immer wieder. Insgesamt kam er für den AZ Alkmaar auf 100 Ligaeinsätze, in welchen ihm zwei Tore gelangen.
Am 6. Juni 2016 wurde Celso Ortiz vom Liga-MX-Verein CF Monterrey als erster Neuzugang der Saison 2016/17 präsentiert. Beim mexikanischen Verein unterschrieb er einen Vertrag bis 2020. Sein Debüt bestritt er am 31. Juli gegen den CD Cruz Azul. Beim 4:0-Heimsieg gegen den CD Veracruz erzielte er sein erstes Tor im Trikot von Monterrey. Mit Monterrey gewann Ortiz die Apertura 2017 des Copa México. Am 1. Mai 2019 triumphierte man in der CONCACAF Champions League 2019 mit einem 2:1-Finalsieg in zwei Spielen gegen die UANL Tigres.

### Nationalmannschaft
Ortiz absolvierte 10 Einsätze für die paraguayische U20-Nationalmannschaft, in welchen ihm drei Treffer gelangen. Mit der U20 nahm er an der U-20-Weltmeisterschaft 2009 in Ägypten teil.
Für die A-Auswahl seines Heimatlandes debütierte er am 4. September 2010 bei der 0:1-Testspielniederlage gegen Japan.

## Erfolge

### Verein

#### AZ Alkmaar
- KNVB-Pokal: 2012/13

#### CF Monterrey
- Copa México: Apertura 2017
- CONCACAF Champions League: 2019